# Łódź Niciarniana
Łódź Niciarniana – przystanek osobowy w Łodzi na Widzewie, położony pomiędzy dwoma większymi dworcami: Łodzią Fabryczną i Łodzią Widzewem, w obrębie łódzkiej kolei obwodowej.

## Ruch pasażerski
| Rok  | Wymiana pasażerska na dobę |
| ---- | -------------------------- |
| 2017 | 300-49                     |
| 2022 | 1 000                      |
| 2023 | 1 300                      |

Przed 1938 była to stacja kolejowa. Na co dzień zatrzymują się tam wyłącznie pociągi podmiejskie, wyjątek stanowią pociągi specjalne, dowożące niekiedy kibiców drużyn przyjezdnych na mecze mającego swoją siedzibę w pobliżu klubu piłkarskiego Widzew Łódź. W pobliżu stacji od głównych torów odchodziła, nieczynna obecnie, bocznica towarowa w kierunku zakładów Ariadna. Nazwa stacji pochodzi od ulicy Niciarnianej, koło której leży.
16 października 2011, na czas przebudowy, został zamknięty Dworzec Fabryczny, a wraz z nim omawiany przystanek. Etap modernizacji dworca zakładał również powstanie nowego przystanku osobowego Łódź Niciarniana oraz poprowadzenie ulicy Niciarnianej tunelem pod torowiskiem. Przystanek ponownie uruchomiono 11 grudnia 2016 roku.

## Galeria

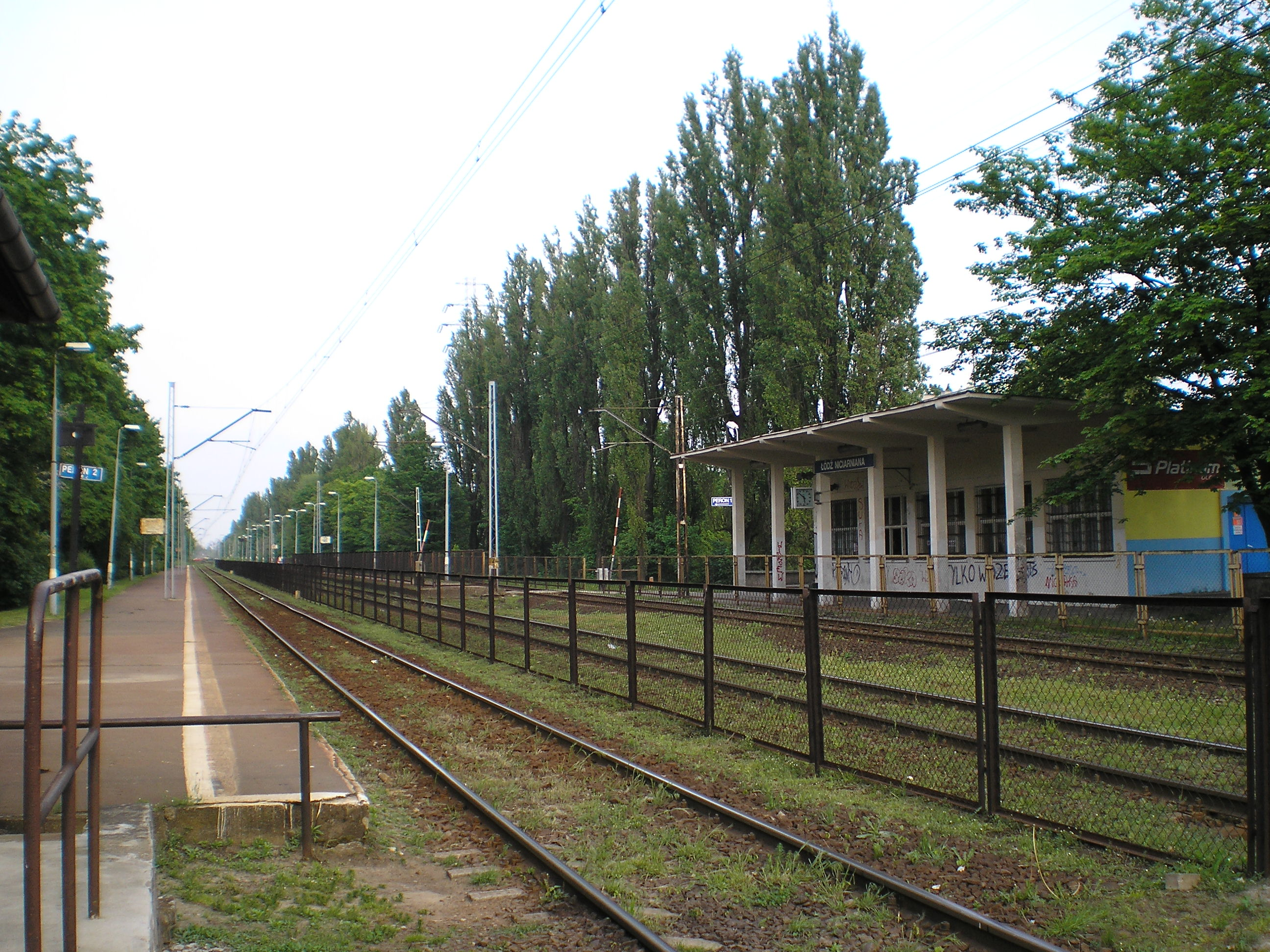
Przystanek w 2007 r.
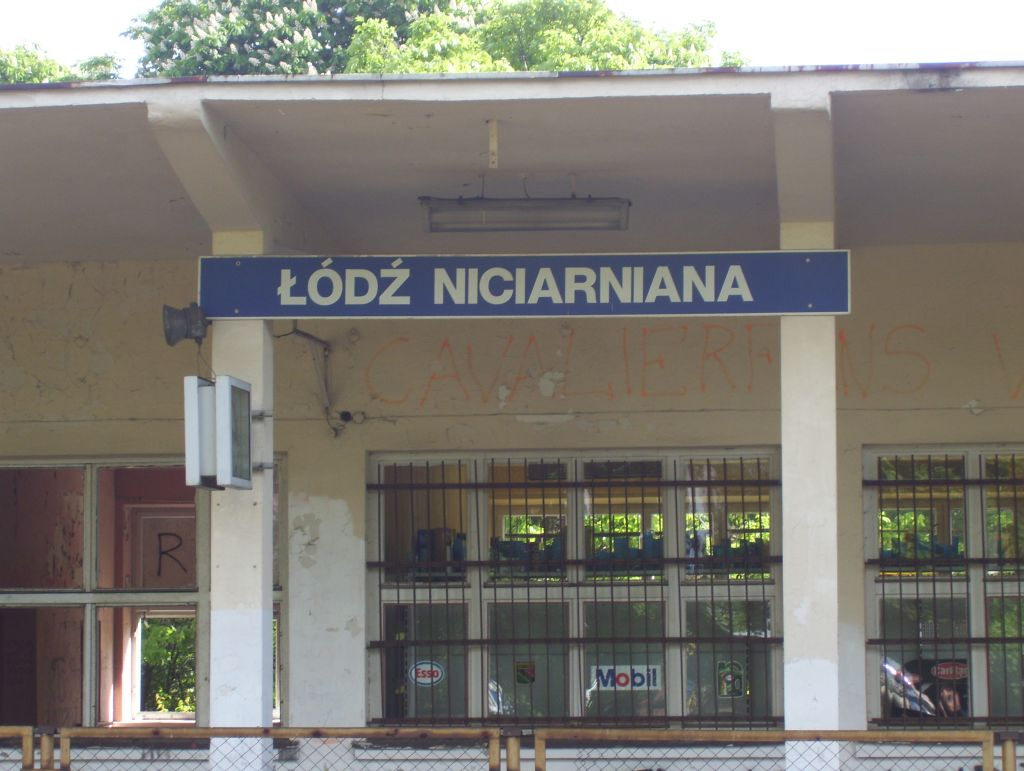
Dawny budynek
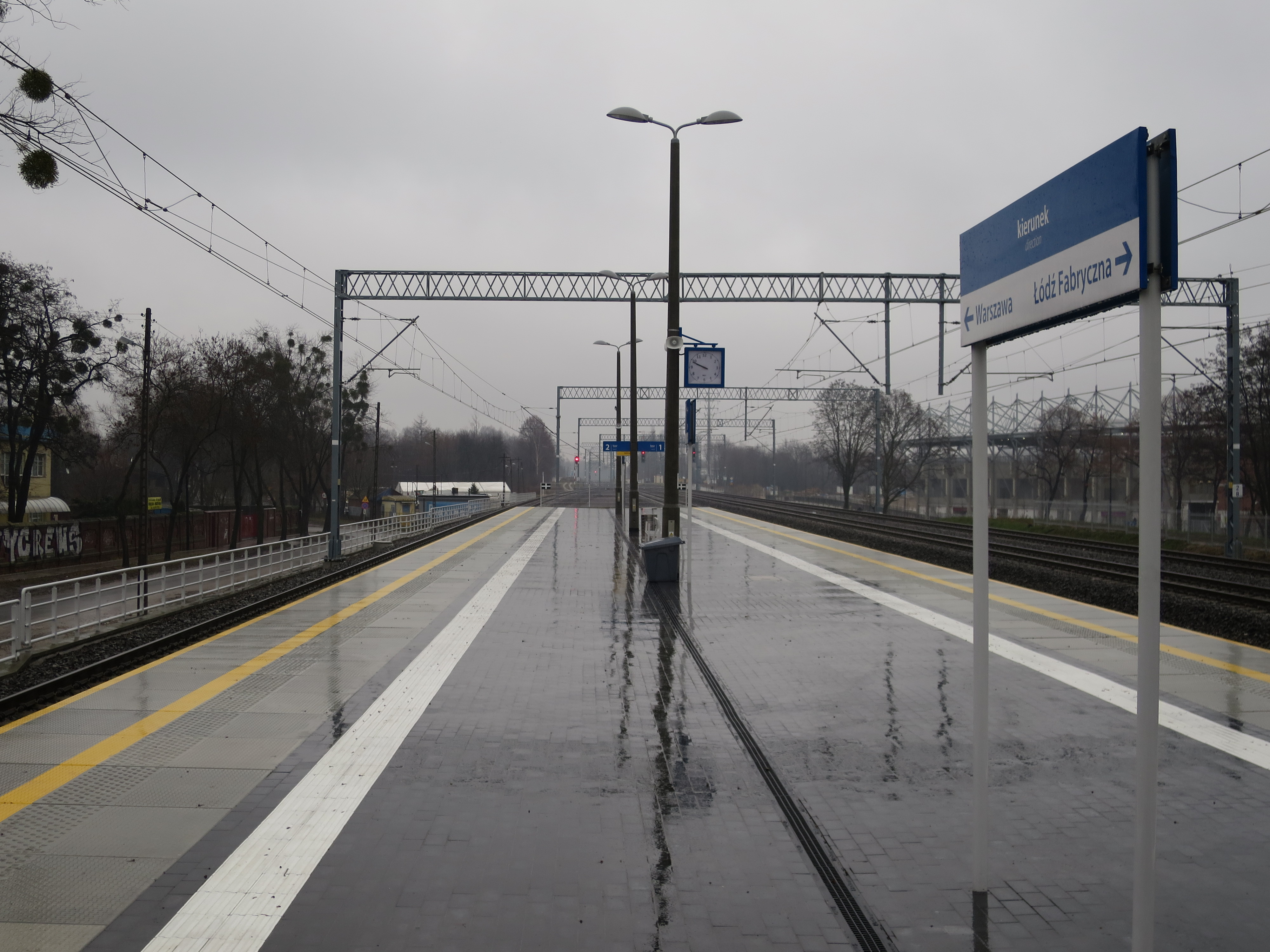
Peron otwarty w 2016 r.
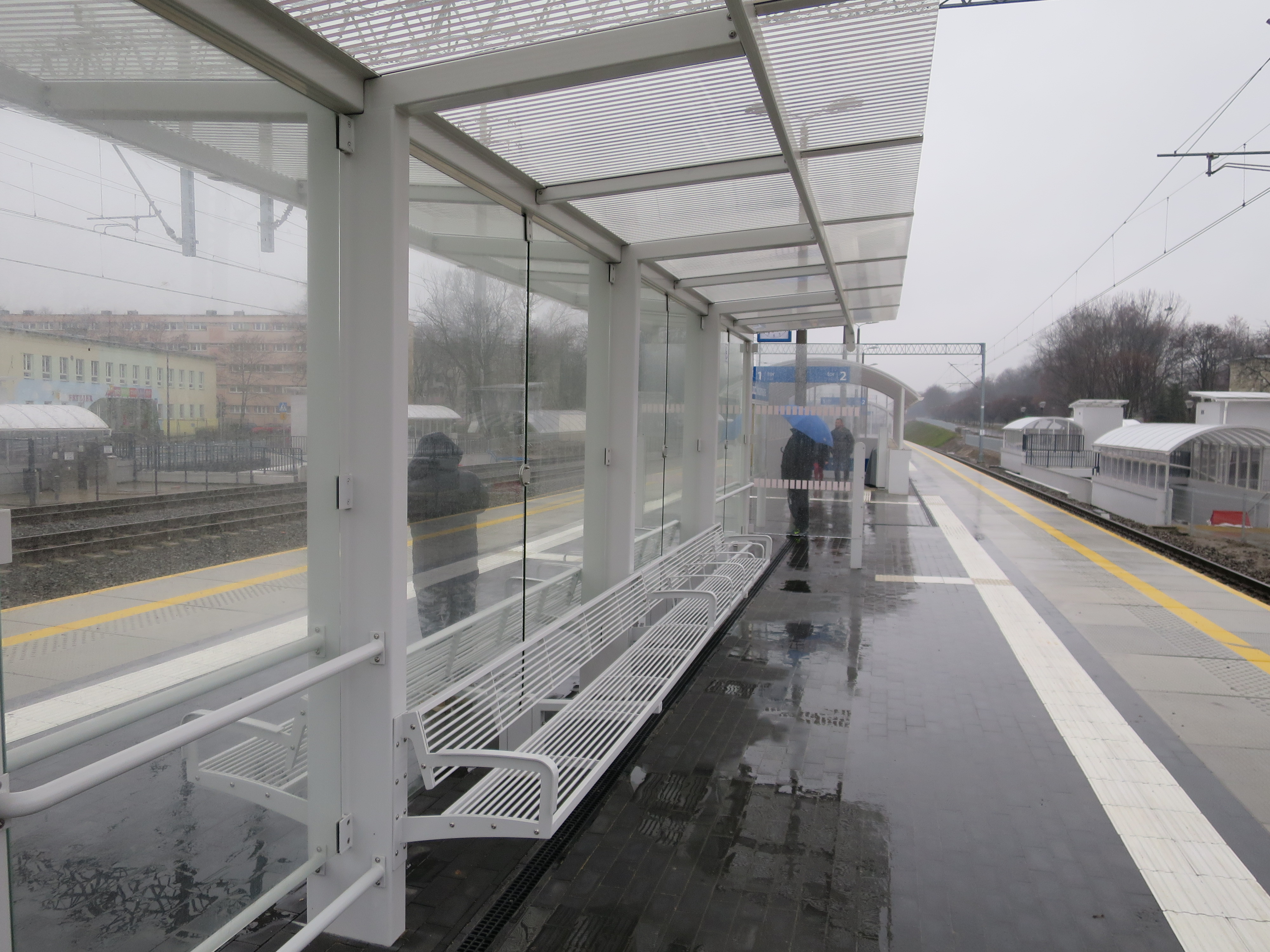
Wiata
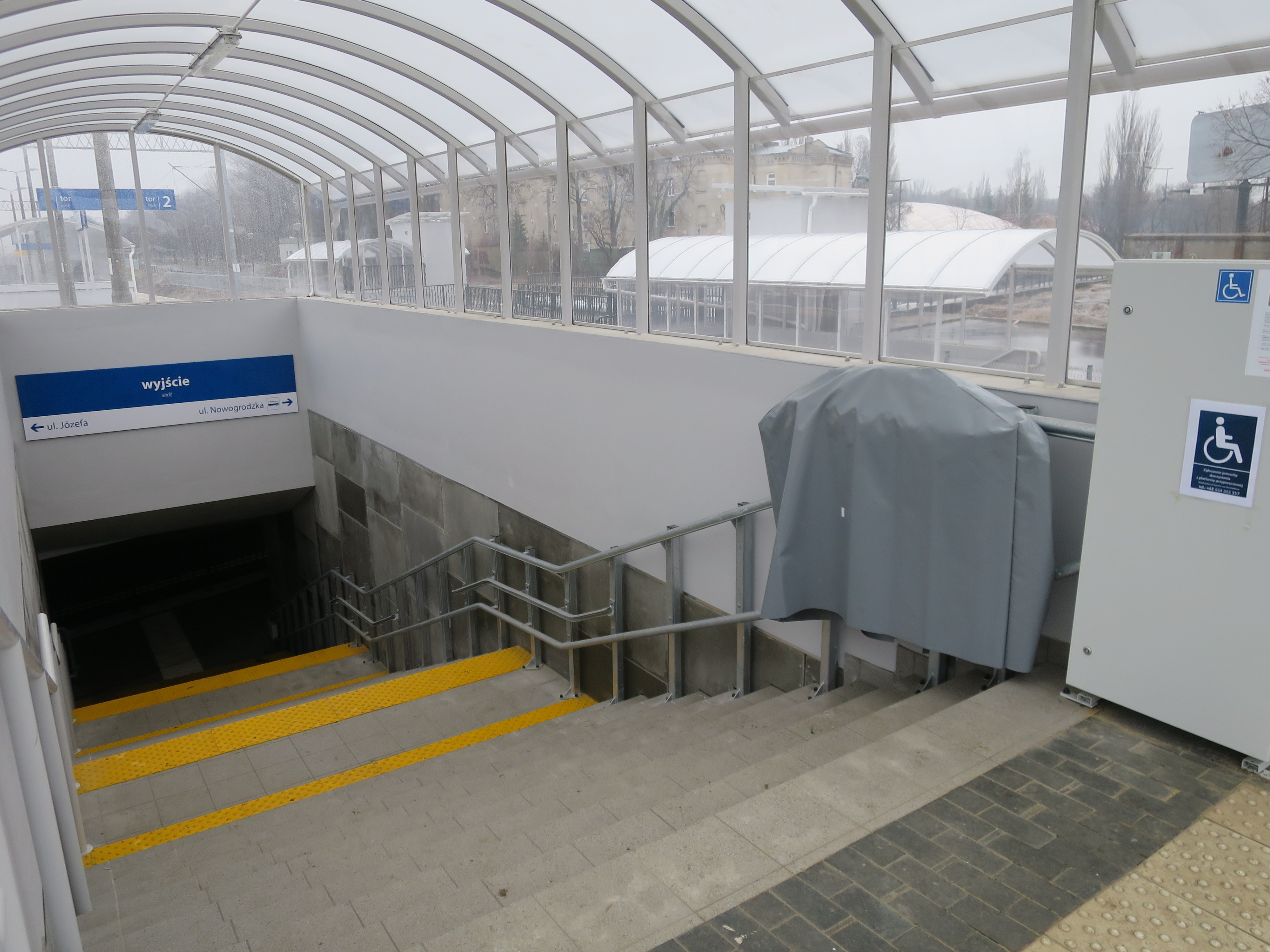
Zejście do tunelu